# Léopold-Émile Reutlinger

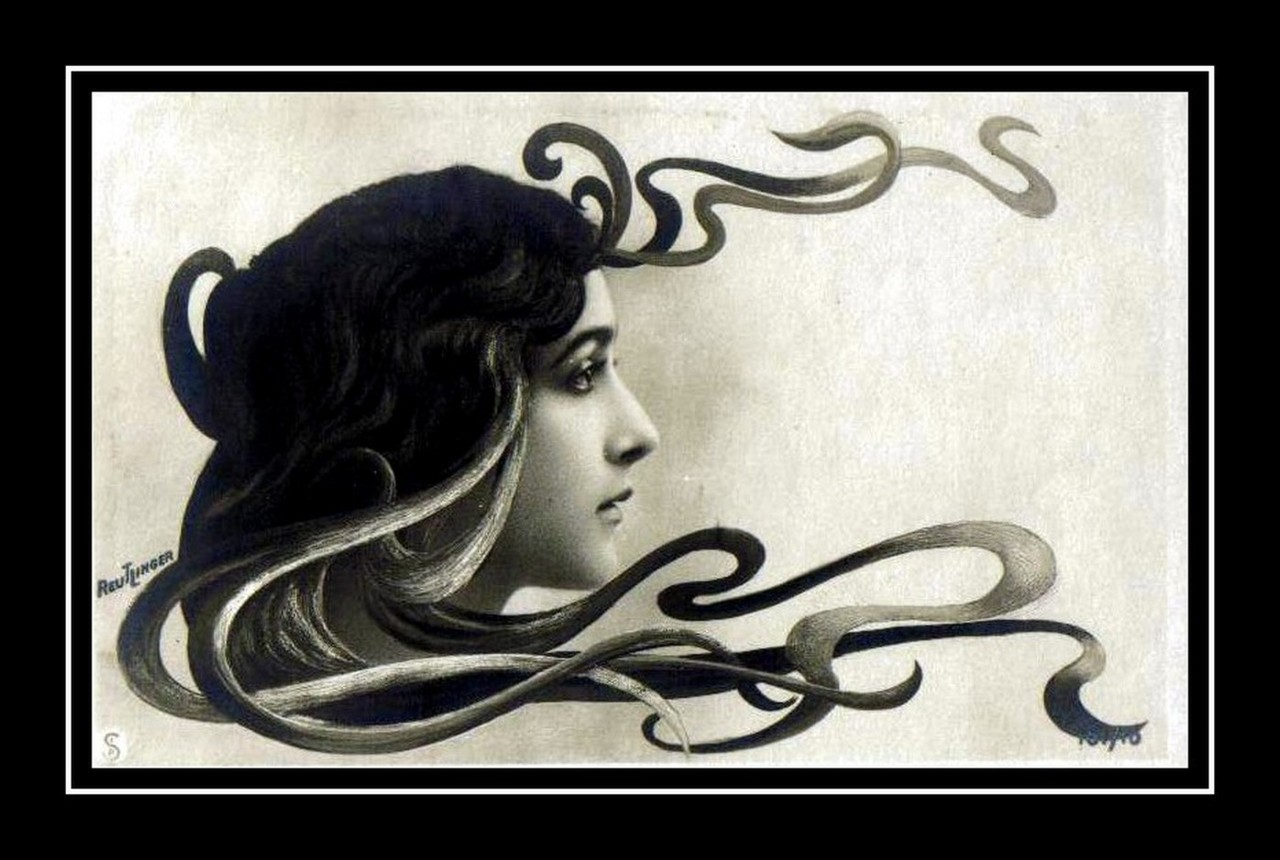
Pohlednice v secesním stylu

Léopold-Émile Reutlinger (Léopold Reutlinger 17. března 1863 Callao, Peru – 16. března 1937 Paříž) byl německo-francouzský fotograf působící v období Belle Époque. Věnoval se portrétní fotografii a fotografii aktu. Získal dobře postavenou klientelu, produkoval velké množství obrazů umělců, hereček nebo divadelních hvězd.

## Život a dílo
Narodil se 17. března v peruánském městě Callao do rodiny známých německých fotografů. Jeho otec byl Emile August Reutlinger, jeho strýc Charles Reutlinger. V roce 1880 se Leopoldův otec odstěhoval do Paříže, aby převzal fotografické studio svého nemocného bratra Charlese Reutlingera. V roce 1883 požádal Leopolda o pomoc v podnikání. Leopold brzy ukázal, že je lepší obchodník než jeho otec a v roce 1890 nastoupil do vedení studia místo něho.
Pařížské studio Reutlingerů se specializovalo na módní a reklamní fotografii. Leopold se zaměřil především na fotografování celebrit, včetně hvězd z kabaretu Moulin Rouge a divadla Folies Bergère. Stal se jedním z nejvyhledávanějších portrétních fotografů v Belle Époque. Portrétoval celou řadu osobností, mezi nimi například: Mata Hari, Cléo de Mérode, spisovatelka Colette, Anna Held, Liane de Pougy, La Bella Otero, Sarah Bernhardt, Geraldine Farrar, Leonie Yahne, Liane de Pougy, Anna Held, La Belle Otero nebo Lina Cavalieri. Své kabinetní fotografie označoval na horním okraji napisem REUTLINGER a podpisem na rubové straně. Mnoho z jeho obrazů bylo prodáno do předních novin a časopisů, často se objevovaly v publikacích a vydával také pohlednice, které ručně koloroval a prováděl fotomontáže.
Na začátku dvacátého století slavil velký komerční úspěch s výrobou pohlednic s celebritami, většinou z ženského pohlaví. Na nich je velmice patrný vliv tehdejšího secesního období. Byl také významným průkopníkem fotografie aktu.
Reutlinger svým podnikáním vydělával značné jmění. V roce 1891 se mu narodil syn Jean, který však zemřel na počátku první světové války. V roce 1930 po nešťastné nehodě s korkem od šampaňského oslepl na jedno oko a rozhodl se odejít do důchodu. Zemřel v Paříži 16. března 1937, jeden den před svými 74. narozeninami.
Jeho práce byly vystavovány v muzeu Orsay v Paříži, Metropolitan Museum of Art a Muezeu moderního umění v New York City, National Portrait Gallery v Londýně a Museum of Contemporary Art v Chicagu.

## Galerie

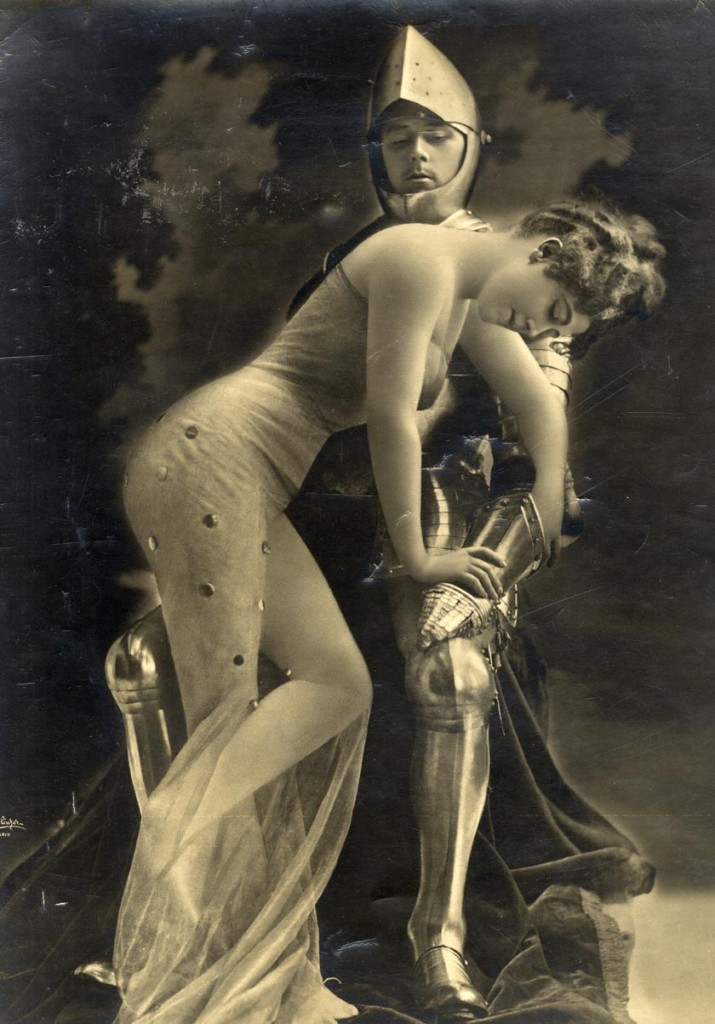
Dáma s rytířem
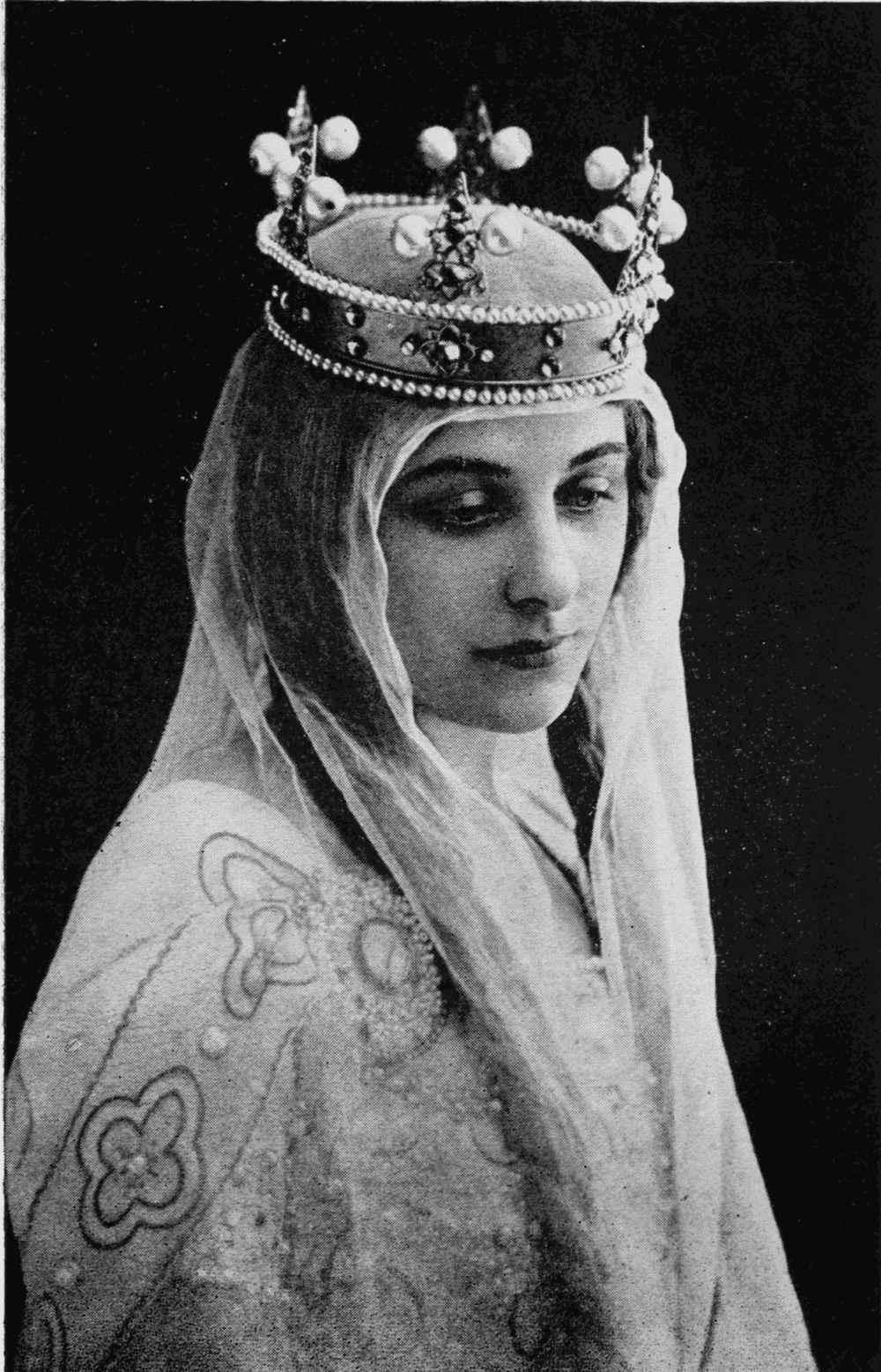
Geraldine Farrar jako Elisabeth
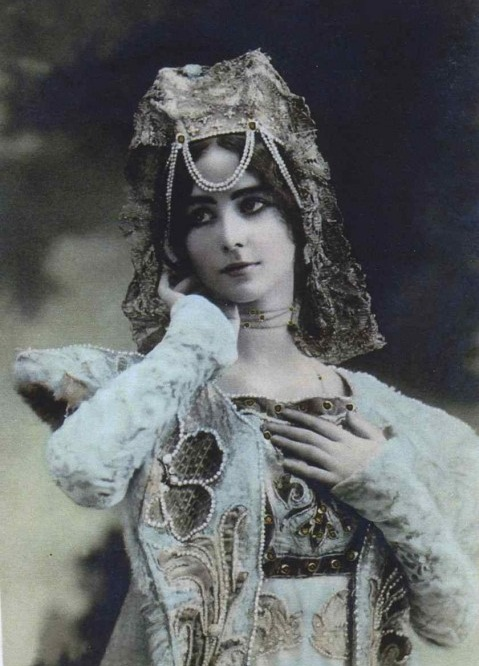
Cleo de Merode
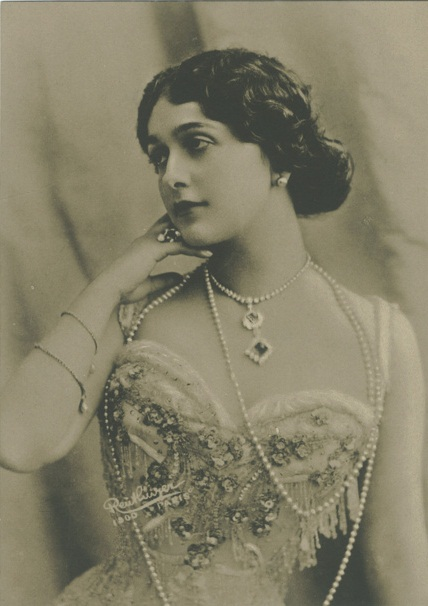
Lina Cavalieri
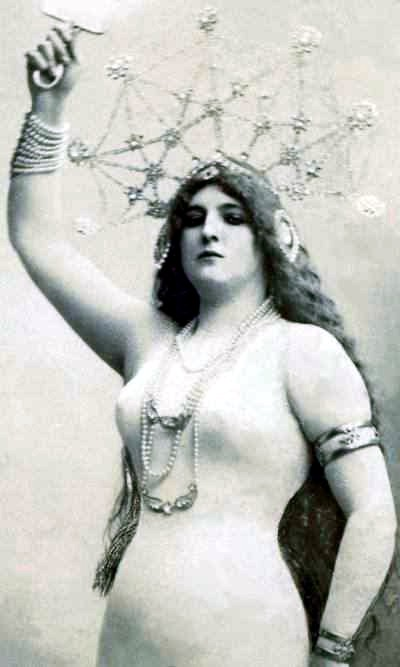
Clara Ward
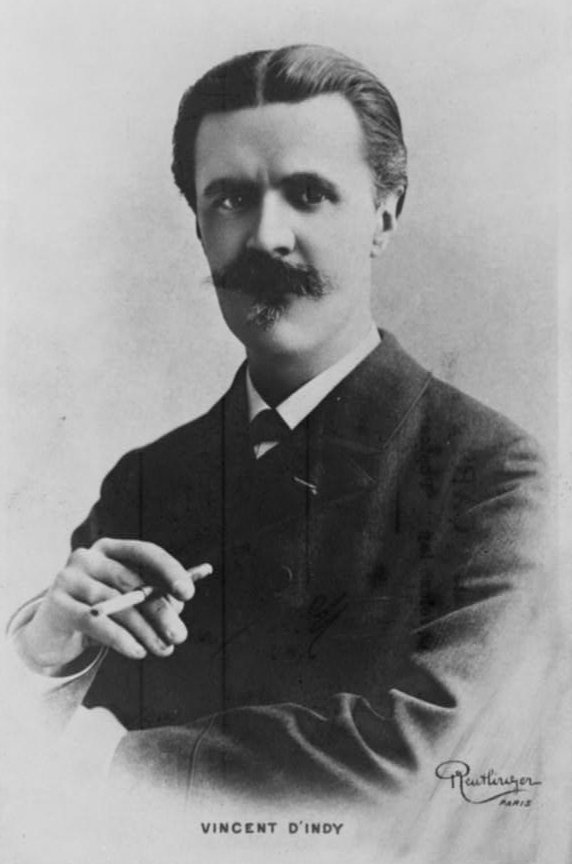
Vincent d'Indy (1851–1931), asi 1890
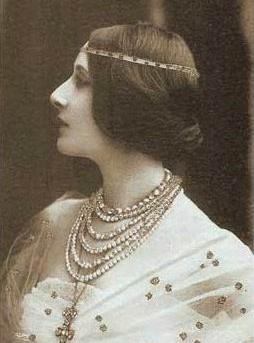
Liane de Pougy
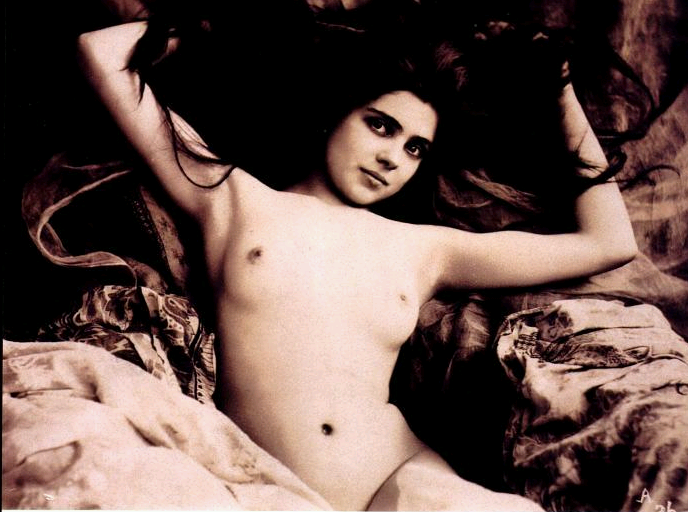
Léopold Reutlinger: Ženský akt na květinovém textilním pozadí, albuminový tisk, asi 1890